# Pexels
Pexels é um fornecedor de banco de imagens e vídeos. Fundada na Alemanha em 2014, possui uma biblioteca com mais de 3,2 milhões de fotos e vídeos gratuitos.

## História
A Pexels foi fundada pelos irmãos gêmeos Ingo e Bruno Joseph em Fuldabrück, Hesse. Os irmãos iniciaram a plataforma em 2014 com cerca de 800 fotos. Desde 2015 Daniel Frese faz parte da equipe. A plataforma de design gráfico Canva adquiriu a Pexels em 2018.

## Modelo de negócios
O Pexels fornece mídia para download online, mantendo uma biblioteca que contém mais de 3,2 milhões de fotos e vídeos, crescendo a cada mês cerca de 200.000 arquivos. O conteúdo é carregado pelos usuários e revisado manualmente. O uso e download da mídia é gratuito, o site gera receita por meio de anúncios de bancos de dados de conteúdo pago. Há também uma opção de doação para os usuários e, embora a atribuição do criador do conteúdo não seja necessária, ela é apreciada. Através da fusão com o Canva, o banco de dados do Pexels está disponível no aplicativo Canva.
A Pexels está comprometida em fornecer um banco de dados diversificado, por exemplo, incluindo conteúdo de ações LGBTQ+ e por meio de uma parceria com a Nappy, uma plataforma focada em conteúdo POC.

### Licença
O Pexels não oferece mídia sob a licença CC0 Creative Commons, mas tem seu próprio conjunto de regras para o uso de suas fotos e filmagens. Sua licença não permite ao usuário vender cópias inalteradas de uma foto ou vídeo, implicar endosso de seu próprio produto por pessoas ou marcas nas imagens e revender o conteúdo em outras plataformas de estoque.

## Equipe
A equipe da Pexels é composta pelos três fundadores, que moram em Berlim, na Alemanha, e uma equipe de 40 pessoas sediadas na Alemanha, outras partes da Europa, América do Norte e Sul. A empresa não possui sede, todos os funcionários trabalham em suas respectivas casas. Bruno e Ingo Joseph foram CEOs até novembro de 2018, quando Clifford Obrecht, fundador do Canva, se tornou CEO da empresa. Bruno Joseph foi reintegrado como CEO em julho de 2020.